# Керн, Георгий Фёдорович
Гео́ргий Фёдорович Керн (17 (29) декабря 1864, Кронштадт, Петергофский уезд, Санкт-Петербургская губерния, Российская империя — 15 (28) мая 1905, Японское море) — русский морской офицер, капитан 2-го ранга, герой Цусимского сражения.

## Биография
Из дворян г. Кронштадта.
- 14 сентября 1877 — Поступил в Морское училище.
- 17 декабря 1880 — Поступил на действительную службу.
- 14 сентября 1882 — Гардемарин.
- 30 сентября 1883 — Мичман.
- 14 октября 1883 — Зачислен в состав 5-го флотского экипажа.
- 19 мая 1889 — И. д. командира 9-й сводной роты.
- 7 сентября 1890 — Слушатель минного офицерского класса.
- 27 сентября 1890 — Помощник учителя минных машинистов.
- 24 ноября 1890 — Минный офицер канонерской лодки «Мина».
- 1 января 1891 — Лейтенант.
- 25 апреля 1892 — Минный офицер крейсера 2-го ранга «Крейсер» с переводом во 2-й флотский экипаж.
- 2 октября 1892 — Учитель минной школы.
- 21 марта 1896 — Минный офицер 1-го разряда.
- 9 декабря 1896 — Переведен в 5-й флотский экипаж.
- 26 марта 1897 — Переведен в 15-й флотский экипаж.
- 4 апреля 1897 — Командир 1-й роты эскадренного броненосца «Севастополь».
- 5 апреля 1897 — Минный офицер эскадренного броненосца «Севастополь».
- 27 июля 1899 — Член комиссии по приему и окончательному приему дополнительных рельсовых путей для подачи минных якорей и мин в минный погреб и для погрузки снарядов Уайтхеда и мин заграждения, устанавливаемых Металлическим заводом на эскадренном броненосце «Петропавловск».
- Июль-октябрь 1899 — Участвовал в работе ряда аналогичных комиссии по приёмке механизмов эскадренных броненосцев «Севастополь», «Пересвет», «Полтава».
- 17 мая 1900 — Член комиссии по испытанию приборов управления огнём, изготовленных заводом Гейслера и Ко для эскадренного броненосца «Севастополь».
- 29 мая 1900 — Старший офицер крейсера 2-го ранга «Джигит» в составе 5-го флотского экипажа.
- 21 мая 1901 — Старший офицер крейсера 2-го ранга «Крейсер».
- 1904—1905 — Участвовал в Цусимском походе и сражении в качестве командира эскадренного миноносца «Громкий».

Погиб в бою в Японском море 15 мая 1905. Исключен из списков чинов флота погибшим 27 июня 1905 года. В его память был назван эсминец «Капитан Керн».

## Семья
- Супруга: дочь вице-адмирала Пещурова Варвара Алексеевна
- Дети:
  - Мария, была замужем за чиновником особых поручений Министерства иностранных дел Борисом Николаевичем Евреиновым (1872 — после 1917)
  - Нина
  - Фёдор (1892—1955) — лейтенант флота.
  - Алексей

## Награды
- Орден Святого Станислава III степени (14.5.1896)
- Орден Святой Анны III степени (9.4.1900)